# Чезара
Чѐзара (на италиански и на пиемонтски: Cesara) е село и община в Северна Италия, провинция Вербано-Кузио-Осола, регион Пиемонт. Разположено е на 499 m надморска височина. Населението на общината е 595 души (към 2010 г.).